# Комарница (Старо Петрово Село)
Комарница је насељено место у саставу општине Старо Петрово Село у Бродско-посавској жупанији, Република Хрватска.

## Историја
До територијалне реорганизације у Хрватској налазила се у саставу старе општине Нова Градишка.

## Становништво
На попису становништва 2011. године, Комарница је имала 251 становника.

## Попис1991.
На попису становништва 1991. године, насељено место Комарница је имало 359 становника, следећег националног састава:
| Попис 1991.‍  | Попис 1991.‍  | Попис 1991.‍ | Попис 1991.‍ | Попис 1991.‍ |
| ------------ | ------------ | ----------- | ----------- | ----------- |
|              |              |             |             |             |
| Хрвати       | Хрвати       |             | 353         | 98,32%      |
| Срби         | Срби         |             | 1           | 0,27%       |
| Чеси         | Чеси         |             | 1           | 0,27%       |
| неопредељени | неопредељени |             | 2           | 0,55%       |
| непознато    | непознато    |             | 2           | 0,55%       |
| укупно: 359  |              |             |             |             |